# Marios Kōnstantinou
Marios Kōnstantinou (in greco: Μάριος Κωνσταντίνου; Famagosta, 14 luglio 1967) è un allenatore di calcio ed ex calciatore cipriota, di ruolo centrocampista.

## Carriera

### Giocatore
Con la maglia del Pezoporikos, club nel quale ha militato per 10 stagioni, ha vinto un titolo nazionale. Nel 1994, ceduto a causa dello scioglimento della società continua per altri 4 anni la sua avventura nel campionato cipriota prima di ritirarsi dal calcio giocato nel 1998.
Ha disputato la sua unica partita con la nazionale cipriota nel 1991.

### Allenatore
È stato CT di diverse squadre, tutte cipriote.

## Palmarès

### Giocatore
- Campionato cipriota: 1

Pezoporikos: 1987-1988